# Masca
Masca (pronuncia [mɑsca]) è il termine che indica la strega del folclore piemontese.

## Etimologia
Il termine piemontese, di etimologia incerta, è diffuso nel Roero, nelle Langhe, in Astesana, nella provincia di Biella e nel Canavese, nelle valli cuneesi, nelle Valli di Lanzo e anche nell'Alessandrino. Il termine trae origine dal longobardo masca e compare per la prima volta in un testo scritto nell'Editto di Rotari (643 d.C.) col significato di strega: «Si quis eam strigam, quod est Masca, clamaverit». Indica l'anima di un morto (da cui anche il significato meno comune di "spirito soprannaturale"), o dall'antico provenzale mascar, borbottare, nel senso di borbottare incantesimi. 
Secondo altri studiosi, il termine avrebbe origine spagnola e deriverebbe dal verbo mascar, cioè "masticare" o discenderebbe dalla parola araba masakha, cioè "trasformare in animale".
Quest'ultima etimologia potrebbe essere supportata dalla loro capacità di mutarsi in animali. I racconti popolari piemontesi infatti le narrano capaci di trasformarsi in gatti, da cui deriverebbe l'atavica paura delle popolazioni piemontesi verso i felini, ma anche in pecore, come si evince dalle tradizioni della val Stura, dove esse seguivano gli ignari viandanti per poi scomparire nel nulla.

## Caratteristiche
Le masche sono una figura di rilievo nel folclore e nella credenza popolare piemontese: generalmente sono donne apparentemente normali, ma dotate di facoltà sovrannaturali tramandate da madre in figlia o da nonna in nipote, o per lascito volontario ad una donna giovane. 
Secondo la tradizione, i poteri delle masche comprendono l'immortalità ma non l'eterna giovinezza o la salute: sono quindi vulnerabili e soggette alle malattie e all'invecchiamento. Quando decidono di averne abbastanza di questa vita, per poter morire devono trasmettere i poteri ad un'altra creatura vivente, che spesso è una giovane della famiglia, ma alcune volte può essere un animale o un vegetale.
Le masche hanno il potere della bilocazione e della trasformazione in animali, vegetali o oggetti. 
Possono far uscire l'anima dal corpo e volare immaterialmente nello spazio, mentre non possono farlo fisicamente; poiché durante il volo magico il corpo resta incustodito ed inanimato, l'attività delle masche è quasi esclusivamente notturna. 
Di indole raramente malvagia ma sempre capricciosa, dispettosa e vendicativa; possono essere anche benefiche, guarire malattie o ferite tanto alle persone quanto agli animali, o salvare vite in pericolo. Minoritarie rispetto alle masche "domestiche", esistono anche masche "sovrannaturali", spiriti antichi della Natura e dei boschi che sfuggono l'umano consesso per quanto loro possibile, e che diventano vendicative e spietate quando disturbate nella quiete del loro habitat consueto. 
Questo tipo di masche, pur essendo incorporeo, assume gli aspetti più svariati quando deve rapportarsi agli uomini: o donna vecchia e brutta, o, per contro, giovane bellissima, o animale selvatico etc. Rispetto alle masche "domestiche" hanno un potere più grande nel controllo del clima: possono dominare gli elementi e scatenare bufere, grandinate, temporali, nebbie o siccità prolungate.
Le masche piemontesi non sono condizionate, intimorite o controllate dall'elemento religioso; anzi, le masche "domestiche" frequentano la chiesa, vanno a messa e ricevono i sacramenti come tutte le altre donne della comunità.
In alcune località, soprattutto tra la bassa Langa e l'Astesana, accanto alle masche esistono anche i "masconi", sia pure in numero esiguo. 
Questi "masconi" hanno ricevuto i poteri casualmente da una masca in fin di vita, ma non lo possono trasmettere ad altri: ciò spiegherebbe perché le masche appartengono al sesso femminile nella stragrande maggioranza dei casi.  
Saltuariamente alcune masche o alcuni masconi, oltre ai poteri, dispongono anche del Libro del comando, un testo contenente varie formule e incantesimi che ne rafforzano i poteri. Ad esempio si racconta di masche o masconi che sfogliando il libro del comando in un verso o nell'altro potevano leggere il futuro o il passato.
Nel passato gli agricoltori e i montanari usavano attribuire ad esse la responsabilità di avvenimenti negativi o inspiegabili. 
Questi avvenimenti venivano denominati mascherìe.
Le donne accusate di essere masche venivano perseguitate e spesso processate e condannate al rogo dal tribunale dell'Inquisizione.
Ancor oggi è di uso comune in Piemonte commentare scherzosamente la caduta "soprannaturale" (accidentale) di oggetti (ad esempio una forchetta che cade dalla tavola), o la temporanea "scomparsa" di oggetti che si ritenevano a portata di mano con l'espressione A-i é le masche ("Ci sono le masche").